# Hertha Haase
Hertha Haase (Amburgo, 3 luglio 1941) è un'ex nuotatrice tedesca.
Specializzata nello stile libero e nella farfalla, ha partecipato ai Giochi di Melbourne 1956, gareggiando nella Staffetta 4x100m sl, conquistando il 4º posto, fallendo il podio per soli 4" di secondo.